# دهگری
دهگری (به انگلیسی: Digri) یک تعلقه یا تحصیل در پاکستان است که در میرپور خاص، پاکستان واقع شده‌است. دهگری ۴ کیلومتر مربع مساحت و ۷۰٬۰۰۰ نفر جمعیت دارد.